# Laure Regnaud de Saint-Jean d'Angély
Pour les articles homonymes, voir Regnauld, Saint-Jean d'Angély et Angély.
Éléonore-Françoise-Augustine – dite Laure – Guesnon de Bonneuil, née en 1776 et morte le 8 février 1857, épouse du comte Michel Regnaud de Saint-Jean d'Angély, est la troisième fille de Nicolas-Cyrille Guesnon de Bonneuil et de Michelle Sentuary. 

## Jeunesse

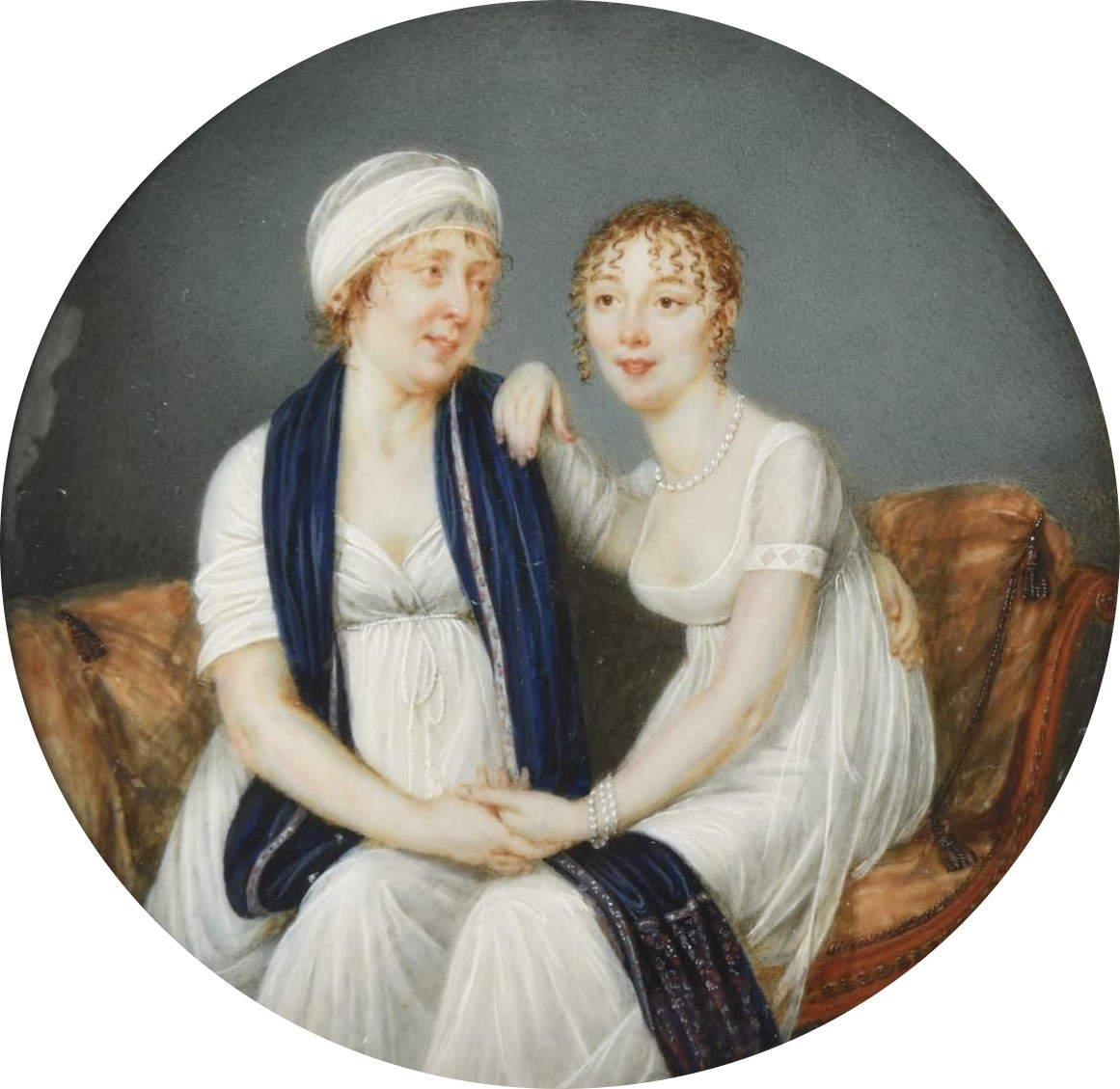
Jean-Baptiste Soyer, Marie-Barbe Hutot de Latour (à gauche) et Laure Regnault de Saint-Jean d’Angély.

Laure de Bonneuil, nièce et filleule de Françoise-Augustine Duval d'Eprémesnil, fut élevée à Versailles chez les dames Augustines mais sa mère, Michelle de Bonneuil, l’emmenait de temps à autre dans la société qu’elle fréquentait. Ainsi, en 1788 chez Mme Vigée Le Brun où elle participa au célèbre « dîner grec » dont tout Paris entendit parler. Dans ses Mémoires, Élisabeth Vigée Le Brun raconte qu’elle l’habilla avec sa fille Julie en vestale et qu’elles chantèrent merveilleusement. La jeune fille vécut la Révolution à la campagne, à Saint-Leu-Taverny, dans la propriété familiale de la Chaumette, qui appartenait à sa cousine, Mme Hutot de Latour, laquelle avait accueilli M. de Bonneuil et ses filles quand leur mère, Mme de Bonneuil, avait été arrêtée et détenue plus d'un an mise en prison, à cause de son dévouement exalté pour la cause des Bourbon. 
En 1795, elle épousa Michel Regnaud de Saint-Jean d'Angély, brillant avocat doublé d’un journaliste et d’un homme d’affaires occupé à reconstituer sa fortune délabrée. Il s’était surtout fait connaître comme député à l’Assemblée constituante puis par sa participation aux tentatives des royalistes décidés à sauver Louis XVI par la corruption des Conventionnels avec l’argent de la cour d’Espagne. Très lié à André Chénier avec lequel il collabora au Journal de Paris, c’est sans doute par le poète qu’il avait été mis en relation avec la famille de Mme de Bonneuil, la célèbre égérie de André Chénier.

## Sous leDirectoire
En 1796, la jeune Mme Regnaud accompagna son mari à Milan où ils virent régulièrement Napoléon et Joséphine mais également M. et Mme Hainguerlot, ou encore M. et Mme Hamelin. Cette dernière se lia d’amitié avec Laure Regnaud et elles posèrent l’une et l’autre pour le peintre italien Appiani qui se trouvait à Milan où il peignit également Joséphine.
En 1799, tout Paris découvrit au Salon de peinture qui se tenait au Louvre le portrait de Mme Regnaud, peint par le baron Gérard dont la carrière mondaine fut lancée à cette occasion. Ce portrait, un des plus célèbres portraits français, révèle un visage de madone florentine, avec un mélange de douceur et de sensualité qui était la marque de séduction de Mme Regnaud, remarquable par la pureté classique de ses traits. 

## L’Empire
Les hautes fonctions administratives de son mari, son rôle politique d’éminence discrète de Bonaparte puis de Napoléon empereur, amenèrent Mme Regnaud à former chez elle un salon politique et artistique qui fut probablement le plus intéressant de la capitale. Non seulement parce que tous les écrivains et les artistes les plus talentueux aimaient s’y retrouver mais aussi parce que, d’un point de vue politique, ce salon était un compromis subtil des diverses appartenances politiques, bonapartistes, orléanistes et même légitimistes puisque de nombreux émigrés rentrés s’y pressèrent. Les étrangers à Paris comme Von Humboldt et beaucoup d’autres personnages marquants de la diplomatie européenne fréquentèrent également ce salon qui, après le Marais et la rue de la Chaussée d’Antin, se tint dans l’hôtel Regnaud, rue de Provence face à l’hôtel Schwartzenberg (ex-de Montesson) qui, lors d’un bal, fut le théâtre en 1810 d’un terrible incendie dans lequel périrent de nombreuses personnes. La comtesse Regnaud créa chez elle une antenne de secours et se dépensa sans compter pour les blessés
La beauté légendaire de Mme Regnaud et son esprit vif ont marqué ses contemporains. On lui a prêté des liaisons avec quelques personnages marquants dont un des frères de Napoléon ou encore un prince de Cobourg-Saxe, et cela déplut dans le cénacle bonapartiste où dominait la pruderie petite bourgeoise des enrichis de la Révolution et de l’Empire. 
Un jour à la cour de Saint-Cloud, Napoléon lui demanda en public : « Aimez-vous toujours les hommes, Mme Regnaud ? » « Oui, sire, lui répondit-elle du tac au tac, quand ils sont polis ».
La comtesse Regnaud était charitable et dévouée pour ses amis, entre autres Chateaubriand pour lequel elle s’entremit auprès de son mari et à qui elle évita sans doute la prison. Brillante cantatrice, elle cultivait aussi l’art de la sculpture dans l’atelier qu’elle avait aménagé dans sa résidence du Val à l'Isle-Adam, ancienne abbaye qu’elle fut la première, dès 1808,  à meubler dans le style gothique, contribuant ainsi à la vogue du néo-gothique qui se prolongea jusque sous la Restauration.

## La Restauration
Elle fut aussi une femme politique et, après que Bonaparte eut été déporté à Sainte-Hélène et que son mari se soit exilé aux États-Unis, elle s’impliqua fortement dans l’opposition bonapartiste sous la Restauration. Elle fut arrêtée au prétexte d’une correspondance ayant offensé Louis XVIII et fut envoyée le 7 mai 1817 à la prison de la Conciergerie. Sa mère chercha à lui éviter un procès et obtint l’appui de MMme de Duras et de Jumilhac qui intercédèrent en faveur de Mme Regnaud qui fut seulement exilée de France. 
Réfugiée à Bruxelles en 1818, elle fut accusée d’avoir financé un attentat contre lord Wellington. Elle eut beaucoup de difficulté à se disculper car il semble que cette affaire ait été montée par la police secrète qui visait à provoquer son expulsion de Belgique. Elle s'occupait alors de son mari, revenu des États-Unis en mauvaise santé, aidée de sa sœur Sophie et du mari de celle-ci l’écrivain Antoine-Vincent Arnault.
Rentrée en France en 1821, elle vécut au Val après la mort subite de son mari le jour de leur rentrée en France. Dans ses Enchantements, la fameuse Hortense Allart de Méritens qui vint souvent la voir révèle quelques traits de la personnalité forte de la comtesse Regnaud et son attachement indéfectible au Bonapartisme. Après la mort de l’Empereur, nouvelle qui la désola profondément, elle cofonda avec Mme Salvage de Faverolles le club bonapartiste féminin des Cotillons et elle publia plusieurs opuscules pro-bonapartistes. Elle mourut le 8 février 1857, peu après avoir été invitée à une réception donnée aux Tuileries par Napoléon III en l’honneur de quelques dames du Premier Empire qui, à son exemple, n’avaient jamais cessé de maintenir vive la flamme bonapartiste.

## Œuvres politiques
- Napoléon, Paris, 1851.
- L'Empire, Paris, 1852.
- La France est constante, Paris, 1858 (publié post mortem).